# Joe le plombier
Joe le plombier, Joe the Plumber en anglais, surnom de Samuel Joseph Wurzelbacher, est un commentateur politique américain né le 3 décembre 1973 à Toledo (Ohio) et mort le 27 août 2023 à Campbellsport (Wisconsin).
Ancien employé de la société Newell Plumbing & Heating il devient l'archétype de l'Américain moyen lors de l’élection présidentielle américaine de 2008 quand sa rencontre avec le démocrate Barack Obama engendre de nombreux commentaires, notamment ceux du candidat républicain John McCain. Son surnom est mentionné au moins vingt-six fois,, de part et d'autre lors du dernier débat entre les deux principaux candidats à propos de la fiscalité des petites et moyennes entreprises.

## Rencontre avec Barack Obama
Le 11 octobre 2008, quatre jours avant le dernier débat télévisé, Barack Obama rencontre les résidents du quartier où vit Joe Wurzelbacher dans l'Ohio. Wurzelbacher pose à Obama une question concernant les impôts alors qu'une caméra d'ABC News filme la scène. Dans la conversation, Wurzelbacher affirme que le plan d'imposition proposé par Obama irait à l'encontre du rêve américain. Wurzelbacher pose la question suivante, : 

« Je m'apprête à acheter une société qui ferait de 250 000 à 280 000 dollars par an. Avec votre plan d'imposition, je payerai plus d'impôt, n'est-ce pas ? »

Ce à quoi Obama répond : 

« Si vous êtes une petite entreprise, ce qui semble le cas, vous bénéficierez tout d'abord d'un crédit d'impôt de 50 pour cent pour votre assurance santé. Vous bénéficierez donc d'une réduction d'impôt sur cette partie. Si vos revenus sont supérieurs à 250 000 dollars, alors en dessous de 250 000 dollars votre imposition ne changera pas. C'est vrai qu'au-dessus de 250 000 dollars, vous en aurez pour 36 % à 39 %, comme sous Clinton. »

Obama dit aussi, :

« Ce n'est pas que je veuille punir votre succès. Je veux juste être certain que tous ceux qui sont derrière vous aient aussi une chance de succès. Et je pense que si nous répartissons les richesses, c'est bien pour tout le monde. »

Cette allusion à la répartition des richesses (« spread the wealth around ») a été utilisée par John McCain pour comparer la stratégie d'Obama au socialisme. Steve Schmidt, le stratège de campagne de McCain, a dit que cette question serait un des axes majeurs des dernières semaines de leur campagne.

## Après 2008
Il se présente en 2012 à la Chambre des représentants des États-Unis dans le 9e district de l'Ohio. Il remporte la primaire républicaine avec 51 % des voix face à Steve Krause et affronte la démocrate Marcy Kaptur, élue depuis 1982,,. Dans un district favorable aux démocrates, il est largement battu par la représentante sortante.
Il se rend en janvier 2009 en Israël en tant que correspondant de guerre pour le site web conservateur israélien pjtv.com.
Il est critiqué en 2014 après une déclaration soutenant le port d'armes garanti, qui fait suite à une tuerie de masse par arme à feu. En 2016, il annonce avoir voté pour le candidat républicain Donald Trump.
Il meurt le 27 août 2023 à l'âge de 49 ans, des suites d'un cancer du pancréas.

## Qualifications en plomberie
Concernant l'utilisation du surnom « Joe le plombier » par la campagne de McCain, de nombreux organes de presse ont recherché les qualifications en plombierie professionnelles de Wurzelbacher. Selon le Toledo Blade, « M. Wurzelbacher a dit qu'il travaille sous la licence d'Al Newell, mais selon les règles de construction de l'État de l'Ohio, il doit maintenir sa propre licence pour faire la plomberie. Il est non plus inscrit pour opérer en tant que plombier en Ohio, ce qui indique qu'il n'est pas plombier. » « M. Joseph [le gérant des affaires du syndicat local] a dit que M. Wurzelbacher pouvait travailler légalement dans les townships, mais dans aucune municipalité dans le comté de Lucas ni ailleurs dans le pays.»
Wurzelbacher n'a jamais fait un apprentissage et n'est pas membre du syndicat national de la plomberie.